# Surveyor Linea
La Surveyor Linea è una struttura geologica della superficie di Plutone.